# Мішелін Остермаєр
Мішелін Остермаєр (фр. Micheline Ostermeyer; нар. 23 грудня 1922, Ран-дю-Фльє, Франція — 17 жовтня 2001, Буа-Гійом, Франція) — французька легкоатлетка, яка спеціалізувалась на метанні диска, штовханні ядра і стрибках у висоту. Олімпійська чемпіонка 1948 року у двох дисциплінах. Перша француженка, яка виграла олімпійську медаль у легкій атлетиці. Після завершення спортивної кар'єри — піаністка.

## Життєпис
Народилась 1922 року Ран-дю-Фльє в інтелігентній родині. Внучата племінниця Віктора Гюго та племінниця композитора Люсьєна Ляроша. За наполяганням матері почала вчитися грі на фортепіано у 4 роки, а в 14 залишила рідний дім у Тунісі, щоб вступити до Паризької консерваторії. Після початку Другої світової війни  повернулася до Тунісу, де щотижня виступала з півгодинним фортепіанним концертом на «Радіо Туніс».
Саме після повернення до Тунісу Остермайєр почала займатися спортом, змагаючись у баскетболі та легкоатлетичних змаганнях. Після війни продовжила займатися легкою атлетикою, та паралельно відновивши навчання в консерваторії. Брала участь у різноманітних змаганнях, зрештою вигравши 13 титулів Франції в бігу, метанні та стрибках. У 1946 році вона посіла друге місце у штовханні ядра на Чемпіонаті Європи з легкої атлетики в Осло, а також виграла Першу премію в консерваторії.
Літні Олімпійські ігри 1948 року стали піком в кар'єрі Остермайер як спортсменки. Вона здобула золоті медалі у штовханні ядра та метанні диска (попри те, що вперше взяла диск у руки лише за кілька тижнів до змагань), а також бронзову медаль у стрибках у висоту. Стала першою француженкою, яка виграла олімпійську медаль у легкій атлетиці. Її виступ був затьмарений лише результатом голландки Фанні Бланкерс-Кун, яка виграла чотири золоті медалі на тій же Лондонській Олімпіаді. Після перемоги у штовханні ядра Остермайер завершила день імпровізованим виконанням концерту Бетховена в штаб-квартирі своєї команди та концертом у Королівському Альберт-голі.
Закінчила спортивну кар'єру 1950 року після того, як виграла дві бронзові медалі на Чемпіонаті Європи у Брюсселі того ж року, і продовжила займатися музикою. Однак її спортивні досягнення завдали шкоди її репутації концертної піаністки, і вона навіть уникала виконання творів Ференца Ліста протягом шести років, оскільки вважала його занадто «спортивним». Вона гастролювала протягом 15 років, перш ніж особисті зобов'язання, включно зі смертю чоловіка, змусили її перейти на посаду викладачки, яку займала до виходу на пенсію на початку 1980-х. В останні роки життя вона вийшла на пенсію, щоб дати серію концертів у Франції та Швейцарії перед смертю в Буа-Гійомі.
На літніх Олімпійських іграх 2016 року Мішелін Остермаєр була включена до проєкту «Олімпійці на все життя».